# SESC Belenzinho
Sesc Belenzinho é um centro de cultura, esporte e lazer localizado na zona Leste da cidade de São Paulo. Pertence a instituição privada Serviço Social do Comércio (Sesc). A unidade é a maior da rede em termos de área construída e tem uma área total de 35 mil metros quadrados.
É considerado um importante centro de pesquisa e prática experimental de teatro em São Paulo.
Possui duas salas de espetáculos multiusos e um teatro, comumente utilizados para as artes cênicas em geral.
O seu ponto marcante, é a piscina externa que pode acomodar até 3 mil pessoas e uma piscina interna que possui uma cobertura em vidro que serve de piso para o andar térreo do prédio principal da unidade.
A unidade foi construída no espaço de uma indústria desativada, a Moinho Santista S/A.

## Histórico
O Centro Social Bento Pires de Campos foi o primeiro Centro Social do SESC e ocupava um imóvel cujas características são típicas dos centros sociais do Sesc nas décadas de 1940 a 1960: por fora, fachadas acolhedoras de casarões de arquitetura eclética, com telhados aparentes, portões baixos e grandes portas e janelas; por dentro, salas eram adaptadas para as diversas ações que a instituição desenvolvia à época.

## Crítica
Em 28 de setembro de 2014, foi publicado na Folha de S.Paulo o resultado da avaliação feita pela equipe do jornal ao visitar os sessenta maiores teatros da cidade de São Paulo. O local foi premiado com nota máxima, cinco estrelas, "bom", com o consenso: "É uma ótima opção na zona leste. O teatro do Sesc Belenzinho (que possui outras duas salas de espetáculos) ficou entre os quatro melhores avaliados por oferecer, entre outras coisas, boa visão de todos os assentos, tanto na plateia quanto no mezanino, e por reservar bons lugares para cadeirantes, na primeira fileira. As poltronas são confortáveis, a sala tem boa estrutura e os funcionários são solícitos e prestativos. Na bonbonnière, muitas opções com bons preços. A programação é variada e mescla shows e peças."